# 鉄酸塩

鉄(VI)酸イオンの構造式

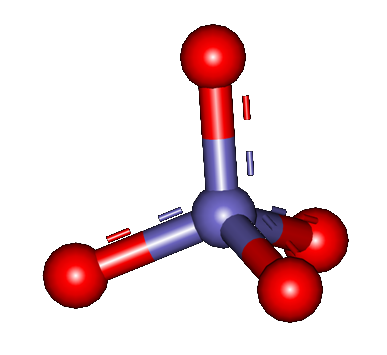
鉄(VI)酸イオンの球棒モデル

鉄酸塩（てつさんえん、英: ferrate）は、鉄の酸化数が6の鉄酸イオン (鉄(VI)酸イオン) FeO42- を含む塩の総称であり、鉄(VI)酸塩とも呼ばれる。鉄酸塩は、アルカリ条件下または固体の状態で強酸化剤とともに鉄粉と硝酸カリウム粉末の混合物を熱することで形成するが、これは中性から酸性条件では特に不安定である。鉄酸塩の水溶液は、濃度が薄いとき桃色で濃いときは深赤色を呈する。鉄酸イオンは過マンガン酸イオンよりも強力な酸化剤で、アンモニアを窒素に酸化させるほどの酸化力を持つ。